# Міжнародні санкції щодо Росії (з 2014)

РФ
----Країни, які ввели санкції проти Росії:
Країни, які ввели санкції
Країни Європейського Союзу, які спільно запровадили санкції

Міжнародні санкції щодо Російської федерації, що почали застосовуватися 2014 року — політичні та економічні заходи, направлені на припинення війни Росії проти України; складова міжнародної реакції на збройну агресію РФ проти України. Санкції ввели США, Канада, Австралія, Нова Зеландія, ЄС (включаючи Велику Британію), Норвегія, Швейцарія, Японія, загалом — 41 країна, власне Україна, а також Парламентська асамблея Ради Європи та, неформально, КНР. Метою санкцій є припинення фінансування, озброєння та постачання Росією терористів на схід України.
Передбачалось, що санкції будуть вводитись поетапно: перший етап — обмеження співробітництва; другий — обмеження на постачання окремих видів технологій; третій — секторальні санкції, направлені проти окремих секторів економіки РФ.

## Економічна база

### Економічний потенціал сторін
За даними Світового банку, 2013 року сумарний ВВП становив:
- ВВП США: $ 16,8 трлн[6] (▲ $ 18,56 трлн на 2016).
- ВВП країн ЄС: $ 17,34 трлн[7] (▼ $16,48 трлн на 2016).
- ВВП Росії: $ 2,1 трлн[6] (▼ $ 1,32 трлн на 2015; $ 1,13 трлн на 2016).

За попередніми розрахунками, через введення європейських санкцій РФ втратить € 23 млрд (1,5 % ВВП) в 2014 році і майже € 75 млрд (4,8 % ВВП) в 2015 році. При цьому втрати самих країн ЄС через введення санкцій будуть істотно нижчими — не більше 0,4 % ВВП. Втрати США виявляться ще меншими — через слабку залежність економіки США від Росії.

### Торговельні відносини
На країни ЄС припадає близько половини російського експорту та імпорту. На 2012 рік товарообіг Росії з ЄС становив:
- загальний товарообіг (експорт + імпорт): 336,5 млрд євро;
- експорт: 213,3 млрд євро; ЄС посідає перше місце у зовнішній торгівлі Росії;
- імпорт: 123,2 млрд євро; Росія займає третє місце у зовнішній торгівлі ЄС (після США і Китаю).

2012 року основу експорту Росії до ЄС становили товари сировинної групи, насамперед паливно-енергетичні. В імпорті з ЄС домінували машини й устаткування, хімічні та продовольчі товари, готові вироби.
Близько 75 % прямих іноземних інвестицій в Росію становлять інвестиції з країн-членів ЄС.
Імпорт послуг з ЄС до Росії в 2011 році становив 24 млрд євро, з Росії до ЄС — 14,2 млрд євро.

## Перший етап
6 березня 2014 року був прийнятий перший етап санкцій, який містив призупинення переговорного процесу Євросоюзу і Росії про пом'якшення візового режиму та нової угоди про партнерство, крім того, під санкції підпадала група можновладців. Також був призупинений процес підготовки до майбутнього саміту G8, в якому мала брати участь Росія.
10 березня 2014 року вийшов виконавчий наказ Президента США № 13660 з переліком осіб та організацій, причетних до кривавих подій на Майдані та окупації Криму і Донбасу Росією. У переліку «сім'я» Януковича включно з Азаровим, Медведчуком, Клюєвим, а також кримські і донецькі сепаратисти.

## Другий етап
17 березня 2014 року міністри закордонних справ країн-членів ЄС ухвалили рішення перейти до другого етапу санкцій і ввели обмеження у вигляді заборони на в'їзд і заморожування активів для 21 російського і кримського чиновників. Таким чином, список російських чиновників, які підпадають під санкції у зв'язку із захопленням Криму, досяг 33 осіб. Цього ж дня санкції проти семи представників Росії, Януковича і Медведчука ввели США.
18 березня 2014 року про введення візових, а згодом і економічних санкцій проти Росії заявила Японія. 19 березня фінансові та візові санкції проти 12 громадян України і Росії ввела Австралія.
20 березня 2014 року нові санкції проти Росії ввели США: був розширений список спеціально позначених громадян і заблокованих осіб громадянами Росії, яким заборонено в'їзд в США і чиї активи на території США будуть заморожені. До санкцій також приєдналась Британія, яка заморозила рахунки 18 колишніх українських чиновників. Пізніше додаткові санкції для посилення ізоляції Росії ввела Канада.
21 березня 2014 року в список санкцій ЄС додали імена ще 12 російських чиновників.
23 березня 2014 року «обережні санкції» проти осіб, причетних до захоплення Криму Росією ввела Нова Зеландія.
28 квітня 2014 року США ввели додаткові санкції проти семи депутатів Держдуми Росії і заморозили активи 17 компаній, які наближені до президента РФ Володимира Путіна. Також США заборонили постачання високотехнологічних товарів, які Росія може застосувати у військових цілях. Цього ж дня ЄС розширили список ще на 15 осіб.
29 квітня 2014 року слідом за США про додаткові санкції оголосили Рада ЄС та Японія з Канадою. Санкції стосувались обмежень на отримання віз для окремих політиків і бізнесменів. Список Канади також включав дві російські кредитні організації: «Експобанк» і «Росенергобанк».

## Другий-плюс етап

### Перша хвиля
16 липня 2014 року санкції ухвалив уряд США. Під дію санкцій потрапила низка компаній російського військово-промислового комплексу: корпорація «Алмаз-Антей» та концерн «Калашников», НПО «Іжмаш» та «Базальт», НВК «Уралвагонзавод», «КБ приладобудування». Під дію санкцій також потрапили компанії нафтогазового сектора: «Новатек», «Роснефть», «Зовнішекономбанк», «Газпромбанк». До переліку включено Феодосійське підприємство із забезпечення нафтопродуктами (АР Крим). Також санкції введені проти віце-спікера Держдуми Сергія Нєвєрова, помічника президента Росії Ігоря Щеголева, міністра у справах Криму Олега Савельєва, «прем'єр-міністра» ДНР Олександра Бородая.
В ніч на 17 липня 2014 року санкції проти Росії розширила Європейська рада. Список санкцій буде підготовлений до кінця липня і включатиме низку осіб і російських компаній, які надавали підтримку порушення територіальної цілісності і суверенітету України. ЄБРР доручено припинити фінансування нових проектів в Росії, а Європейському інвестиційному банку — призупинити програми співпраці (в 2013 році фінансування по лінії ЄБРР склало близько $2,5 млрд, ЄІБ — $1,4 млрд). Саміт також доручив Єврокомісії та зовнішньополітичній службі ЄС представити пропозиції з блокування будь-яких видів інвестицій в економіку Криму і закликав «всі фінансові інститути утримуватися від фінансування проектів, які прямо чи опосередковано визнають входження Криму до складу РФ». В порівнянні з санкціями, введеними США, європейські санкції до агресора є більш м'якими, що пояснюється значною залежністю економік країн ЄС від Росії та прямим підкупом Росією окремих європейських політиків. Введення санкцій відбилось на котирування акції на російських біржах, так, індекс РТС після відкриття торгів 17 липня 2004 року впав на 3,61 %, опустившись до 1301,76 пункту.

### Друга хвиля
Надвечір 17 липня 2014 року в Донецькій області російськими військовими було збито Боїнг-777, в результаті теракту загинули 298 пасажирів та членів екіпажу — переважно європейців. Ця подія істотно збільшила активність ЄС щодо протидії тероризму на сході України.
25 липня 2014 року ЄС оприлюднив додаткові санкції щодо Росії. Під дію санкцій потрапили: голова ФСБ Росії Олександр Бортніков, секретаря Радбезу РФ Микола Патрушев, голова Служби зовнішньої розвідки Росії, екс-прем'єр-міністр Микола Фрадков, заступник секретаря Радбезу Росії Рашид Нургалієв, екс-спікер Держдуми РФ Борис Гризлов, президент Чечні Рамзан Кадиров і губернатор Краснодарського краю Олександр Ткачов тощо. Під санкції підпадають «Луганська народна республіка», «Донецька народна республіка», Федеративна держава Новоросія", «Міжнародний союз громадських об'єднань», радикальна воєнізована організація «Соболь», «міліція самозахисту Луганська гвардія», «армія Південного Сходу», «народне ополчення Донбасу», батальйон «Восток».

## Третій етап

### 2014
16 липня 2014 року США ввели перші санкції щодо ключових секторів російської економіки. Під санкції потрапили «Роснафта», газова компанія «Новатек», державні Зовнішекономбанк і Газпромбанк. Проти підприємств російського оборонно-промислового комплексу: корпорації «Алмаз-Антей», «Іжмаш», концерну «Калашников», НВО «Базальт», «Уралвагонзаводу» і КБ Приладобудування, НПО Машинобудування, КРЕТ, «Сузір'я». Також санкції були введені проти кількох російських політиків і військових, а також представників антиурядових сил в Україні.
25 липня США відмовилася підтримувати проекти Світового банку в Росії. Цього ж дня Італія призупинення роботи у спільному з Росією проекті по створенню підводного човна малої водотоннажності S-1000. Пізніше роботи з цього проекту припинила також Франція.
29 липня ЄС ухвалив рішення про введення третього рівня санкцій проти Російської Федерації. Санкції стосуються енергетичного та фінансового секторів, продукції військового та подвійного призначення. Фінансові санкції передбачають обмеження для російських банків (включаючи ті, що мають частку державної власності вище 50 %) щодо їх виходу на кредитний ринок і використання фінансових інструментів з терміном дії понад 90 днів. Також заборонено випуск держбанками євробондів і випуск акцій на користь європейських власників. Такі ж обмеження стосуватимуться державних інститутів РФ, корпорацій і агентств з часткою державної власності понад 50 %. У сфері енергетики санкції стосуватимуться нафтового сектора і передбачають заборону експорту і реекспорту до Росії високотехнологічного обладнання.
30 липня Міністерство фінансів США вводить обмеження на експорт товарів і технологій для російських нафтових проектів Рада Європейського Союзу офіційно прийняла додаткові обмежувальні заходи, збільшивши список санкцій до 95 фізосіб і 23 юросіб. Про це повідомляє прес-служба ЄС.
4 серпня Німеччина призупинила дію угоди про постачання озброєння для військового тренувального табору в Росії попри те, що пакет санкцій ЄС не зобов'язував її робити це. Вартість укладеного контракту становить € 100 млн..
5 серпня до санкцій долучились Японія, поширивши санкції на декілька російських компаній та 40 осіб, та Швейцарія, поширивши санкції на 18 російських компаній та 26 осіб.
6 серпня Ізраїль припинив співробітництво з Росією на постачання нових безпілотників. Цього ж дня про розширення списку санкцій проти РФ оголосив Уряд Канади, додавши до списку банки ВТБ, Россільхозбанк, Банк Москви і Російський Національний Комерційний Банк (РНКБ). Санкції також вводяться проти Об'єднаної суднобудівної корпорації і лоукостера «Доброльот», ряду кримських компаній: «Новий світ» і «Масандра», компаній, які володіють комерційними портовими спорудами в Керчі і Севастополі.
27 серпня санкцій щодо Росії посилила Швейцарія. До списку осіб та організацій, з якими заборонено встановлювати нові фінансові відносини, внесені 11 імен, п'яти російським банкам обмежений доступ до ринку капіталу. Також забороняється імпорт з Росії матеріалів військового призначення і обмежується експорт нафтового обладнання, вводяться обмеження на інвестиції в розвиток Криму і Севастополя.
1 вересня додаткові санкції ввела Австралія — у сферах оборонно-промислового комплексу, фінансовій та нафтогазовій.
12 вересня ЄС ввів проти Росії нові санкції, якими заборонив організацію боргового фінансування для трьох російських паливно-енергетичних компаній — «Роснафти», «Транснафти» «Газпром нафти» — та торги облігаціями цих компаній з терміном обігу понад 30 днів і участь в організації випусків таких паперів. ЄС також обмежив позики для «Сбербанку», «ВТБ», «Газпромбанку», «ВЕБ» і «Россільхозбанку». ЄС також ввів заборону на організацію боргового фінансування для трьох найбільших російських оборонних концернів — «Уралвагонзавод», «Оборонпром» і Об'єднаної авіабудівної корпорації та 9 оборонних концернів, яким забороняються поставки технологій подвійного призначення. До чорного списку також внесено ще 24 особи, після чого їх загальна кількість сягнула 119 чоловік.
Цього ж дня перелік нових санкцій оприлюднили США. Відповідно до них, американським компаніям та фізичним особам заборонено надавати позики Сбербанку, Банку Москви, Газпромбанку, Россельхозбанку, ВЕБ і ВТБ на термін понад 30 днів. Під санкції також підпали підприємства нафтової, газової та оборонної промисловості, а активи російських державних оборонних компаній: «Алмаз-Антей», Митищінський машинобудівний завод, ВАТ Долгопруднинське НВП, ВАТ НДІ приладобудування та Машинобудівний завод ім. Калініна виявились замороженими. Заборонена участь операторів з США у глибоководних, арктичних і сланцевих проектах російських компаній «Газпром», «Газпромнефть», «Роснефть», «ЛУКОйл» та «Сургутнефтегаз».
16 вересня про введення нових санкцій оголосила Канада. До чорного списку додано кілька високопоставлених російських військових та Сбербанк Росії.
24 вересня нові санкції проти Росії ввела Японія. Санкції передбачають обмеження ходіння в Японії цінних паперів окремих російських банків та посилення контролю поставок зброї в Росію.
3 жовтня офіційно вступило в силу рішення США позбавили Росію торгових пільг, передбачених американською Глобальною системою преференцій (ГСП). Рішення було ухвалене 8 травня. Названа США формальна причина напряму не пов'язана з подіями в Україні. У списку російських товарів, що поставляються за програмою ГСП, було 425 позицій, обсяг їх імпорту становив близько $ 544 млн.
10 жовтня перелік санкцій розширила Норвегія, приєднавшись, таким чином, до санкцій ЄС від 12 вересня. Санкції обмежують експорт до Росії товарів і технологій подвійного призначення, технологій та обладнання, необхідних для освоєння шельфових родовищ, доступу до ринків капіталу.
16 жовтня до останнього пакету санкцій ЄС приєднались країни-кандидати на вступ до ЄС: Чорногорія, Ісландія, Албанія, Ліхтенштейн і Норвегія.
21 жовтня Міністерство торгівлі США попередило Росію про скасування торговельної угоди 15-річної давності, яка передбачала безмитний імпорт російської сталі. Припинення дії угоди має відбутись через 60 днів.
30 жовтня міністр фінансів Франції Мішель Сапен заявив, що «не бачить умов для передачі Росії вертольотоносця типу „Містраль“». 17 листопада російським морякам, що перебували у Франції, був закритий доступ до кораблів (рос.).
12 листопада Швейцарія у зв'язку із ситуацією в Україні приєдналася до санкцій щодо Росії, введених Європейським союзом у вересні 2014 року.
24 листопада до секторальних санкцій щодо Росії приєдналася Нова Зеландія. Дію санкцій першими відчули державні банки ЗЕБ і Газпромбанк, рахунки яких виявились закритими.
27 листопада Держдепартамент США заборонив постачати до РФ радіаційно стійкі компоненти, що використовуються в приладах для реєстрації випромінювання. Таким чином США блокують реалізацію масштабного міжнародного проекту зі створення орбітальної обсерваторії «Спектр-УФ».
18 грудня Барак Обама підписав одноголосно прийнятий Сенатом та Конгресом США Закон про підтримку свободи України, нові санкції проти РФ і поставки Україні озброєння. Цього ж дня додаткові санкції у вигляді заборони на інвестиції, надання послуг, в тому числі в галузі туризму, і торгівлю з Кримом і Севастополем ввела Рада ЄС.

### 2015
11 березня 2015 року Мінфін США оголосив, що список санкцій, сформований у зв'язку з ситуацією в Україні, розширено і до нього внесено вісьмох українських сепаратистів, російську просепаратистську організацію, Євразійський союз молоді, та трьох лідерів ЄСМ (Олександр Дугін, Андрій Коваленко та Павло Каніщев), Російський національний комерційний банк (РНКБ), та трьох колишніх чиновників адміністрації екс-президента України Віктора Януковича (колишній прем'єр міністр України Микола Азаров, колишній віце-прем'єр України Сергій Арбузов і колишній міністр охорони здоров'я Раїса Богатирьова).
У червні 2015 року до санкцій, фактично, приєднався Китай. 16 червня перший заступник голови групи російського державного банку ВТБ Юрій Соловйов повідомив, що хоча де-юре Пекін не вводив проти РФ будь-яких фінансових санкцій, фактично китайські банки приєдналися до обмежень, введених США та Євросоюзом. Так, більшість кредитних організацій КНР відмовляються проводити операції з російським банками. Вони також значно скоротили свою участь у фінансуванні взаємної торгівлі, поклавши цю функцію на своїх російських контрагентів.
29 червня додаткові санкції ввела Канада. До розширеного списку санкцій увійшли компанії «Газпром», «Газпром нафта», «Сургутнефтегаз» і «Транснафта», підприємства «Оборонпром», «Станкоінструмент», «Високоточні комплекси», «Хімкомпозит», «Об'єднана авіабудівна корпорація», «Тульський збройовий завод» і ВАТ «Сіріус». Санкції також торкнулися фондів «Маршал Капітал», «Євразійський союз молоді» (ЄСМ) та мотоклубу «Нічні вовки». До «чорного списку» внесені російський політолог Олександр Дугін, лідер ЄСМ Павло Каніщев і Андрій Коваленко.
30 червня додаткові санкції запровадили США. До списку санкцій США вперше потрапили «Газпром», «Лукойл», «Транснафта», «Газпром нафта» і «Сургутнафтогаз». Санкції забороняють поставки російським нафтогазовим компаніям товарів і технологій, що використовуються для освоєння родовищ вуглеводнів на глибоководних ділянках і арктичному шельфі, а також в сланцевих пластах.
30 липня країни-кандидати на вступ до ЄС: Чорногорія та Албанія; країни які входять в європейську зону вільно торгівлі: Ісландія, Норвегія і Ліхтенштейн; а також Україна і Грузія приєдналися до декларації Ради ЄС від 19 червня про продовження терміну дії заборонних заходів ЄС проти Криму і Севастополя до 23 червня 2016 року.
30 липня США розширили санкції проти галузей російської економіки, тією чи іншою мірою долучених до агресії проти України. Департамент контролю за закордонними активами (OFAC) Міністерства фінансів США опублікував список фірм («Роснефть» та її структури, військові заводи Іжмаш) та банків (Ексімбанк Росії, Промінвестбанк та ін.), а також портів Криму (Євпаторії, Феодосії, Керчі, Севастополя, Ялти і Керченська поромна переправа) та інших структур, які підпадають під санкції. Санкції вступили в дію з 10 серпня. Роснефть та 15 її дочірніх компаній будуть позбавлені доступу до всіх активів в США.
7 серпня США додали до списку санкцій Південно-Кіринське родовище нафти та газу в Охотському морі, що, через відсутність в Росії власних технологій глибинного буріння, фактично блокує розробку цього родовища.
1 вересня США ввели санкції проти російських компаній «Рособоронекспорт», «МіГ», «Катод», «НВО машинобудування», тульського конструкторського бюро приладобудування та їх дочірніх підприємства через підозру у діяльності, що йде врозріз з американським законом про нерозповсюдження щодо Ірану, Північної Кореї та Сирії. Під санкції також потрапили компанії з Ірану, Китаю, КНДР, ОАЕ, Сирії, Судану та Туреччини.
15 вересня вступило в силу прийняте напередодні рішення Ради ЄС про продовження до 15 березня 2016 року індивідуальних санкцій Євросоюзу стосовно 149 фізичних і 37 юридичних осіб з РФ і України, долучених до агресії проти України.
16 вересня Україна ввела нові санкції щодо Росії, ухвалені рішенням РНБО України від 2 вересня. На відміну від попередніх санкцій, які обмежували в'їзд в країну окремих громадян, санкції стосуються майже 400 фізичних і понад 100 юридичних осіб.
25 вересня Уряд України ухвалив рішення заборонити польоти російських авіакомпаній до України, серед них «Аерофлот» та «Трансаеро». Також заборонені транзитні польоти через український повітряний простір російських авіакомпаній з товарами військового призначення, російськими військовими та невідомими вантажами.
25 вересня Європейська комісія заборонила банкам та іншим фінансовим організаціям ЄС проводити аналітичні дослідження російських кредитних організацій, які перебувають під санкціями Євросоюзу. Як вважають експерти, таке рішення практично унеможливлює будь-які інвестиції з країн ЄС в російську економіку.
22 грудня США ввели проти Росії додаткові санкції. Списки охоплюють: 12 функціонерів ДНР/ЛНР з Росії та України, 22 компанії з окупованого Росією Криму; 84 компанії з Росії, в тому числі дочірні банки мереж ВТБ та Сбербанк.

### 2016
23 лютого Президент США Барак Обама продовжив дію санкцій проти Росії.
10 березня Рада ЄС продовжила дію санкцій проти Росії.
16 березня Канада додала до списку персональних санкцій Едуарда Йоффе та Олександра Омельченка, а також 10 нових банківських та виробничих організацій.
1 липня США ввели нові санкції проти російських компаній, додавши до списку московське «КБ Кунцево», КБ машинобудування з Коломни і 150-й авіаремонтний завод з Калінінграда.
1 вересня США розширили санкції, додавши до санкційного списку компанії, пов'язані з будівництвом Керченського мосту, серед яких підрядники «Мостотрест» і «СГМ-міст», кілька десятків дочірніх підприємств Газпрому та також кілька кримських чиновників.
15 вересня сплив термін дії санкцій України щодо фізичних та юридичних осіб, які сприяли та фінансували терористичну діяльність в Україні. 16 вересня санкції були продовжені ще на 1 рік, був розширений список фізичних та юридичних осіб.
20 грудня США розширили санкції проти Росії у зв'язку ситуацією в Україні. У список внесені сім фізичних осіб і кілька десятків організацій, а також два судна під російським прапором. Активи осіб і організацій з чорного списку будуть заморожені на території США, американським резидентам заборонено мати з ними відносини.
24 грудня США розширили санкційний список проти Росії. Зокрема, в нього потрапили дочірні компанії концерну «Алмаз-Антей» і дочірні компанії концерну «Радіоелектронні технології», компаній «Кримські порти» і «Кримська залізниця».

### 2017
9 січня адміністрація США розширила санкційний список ще на 5 осіб, цього разу за законом Магнітського. До списку потрапили голова Слідчого комітету РФ Олександр Бастрикін, двоє інших службовців органів — Станіслав Гордієвський та Геннадій Плаксін, а також двоє ймовірних вбивць Олександра Литвиненка — Андрій Луговой і Дмитро Ковтун.
16 березня Президент України ввів у дію рішення РНБО про застосування санкцій до п'ятьох банків з російським капіталом.
18 березня, у третю річницю анексії Кримського півострова ЄС закликала всі країни ООН приєднатися до санкцій по Криму.
16 травня Президент України Петро Порошенко ввів у дію санкції проти Росії, в результаті яких мають бути заблоковані соцмережі «ВКонтакті», «Однокласники», сервіси «Mail.ru», «Яндекс», а також сайти антивірусних компаній «Лабораторія Касперського» та «Dr.Web». Також мають бути блоковані активи та трансляція російських телеканалів телекомпаній «ТВ Центр», ВГТРК, «НТВ-Плюс», «Звезда», ТНТ, РЕН-ТВ.
2 серпня Президент США Дональд Трамп підписав закон про нові санкції, у тому числі проти Росії, який поставив Росію в один ряд з Північною Кореєю та Іраном. Закон отримав повну підтримку Сенату США. Нові санкції передбачають штрафні заходи в тому числі й для європейських компаній, які, зокрема, будуть співпрацювати з російським Газпромом при реалізації газопроводу Північний потік-2.
13 серпня ЄС розширив санкції через незаконне завезення газових турбін німецької компанії Siemens до анексованого Росією Криму. До санкційного списку потрапили провідні російські компанії «Технопромекспорт» та «Інтеравтоматика», а також чиновники вищої ланки: заступник міністра енергетики Росії Андрій Черезов, голова департаменту Міністерства енергетики Євген Грабчак та гендиректор «Технопромекспорту» Сергій Топор-Гілка.
21 серпня США оголосили про тимчасове припинення, а надалі обмеження видачі росіянам неміграційних віз. Рішення було ухвалене у відповідь на вимогу Росії значно скоротити співробітників американської амбасади.
19 грудня Міністерство торгівлі США включило до санкційного списку два російських оборонних підприємства: «Новатор» і «Титан-Баррикады». Тепер будь-які постачання американської продукції цим фірмам повинні бути узгоджені з американським урядом. Основною причиною включення до санкційного списку було назване порушення Росією договору «про ліквідацію ракет середньої та малої дальності».

### 2018
30 січня Міністерство фінансів США видало «Кремлівський звіт», на основі якого був встановлений так званий «Список Путіна» («The Putin List») із 210 осіб — 114 високопосадовців Росії та 96 «олігархів» з числа найближчого оточення Путіна. Підготовка звіту здійснювалась відповідно до наказу Президента США Дональда Трампа і тривала 6 місяців. У звіт внесли керівництво адміністрації президента Росії, зокрема, голову адміністрації Антона Вайно, його заступника Олексія Громова, речника Володимира Путіна Дмитра Пєскова, радника президента Владислава Суркова. Також до переліку потрапили спікер Ради Федерації Валентина Матвієнко, спікер Держдуми В'ячеслав Володін, голова «Роснафти» Ігор Сєчін, голова «Газпрому» Олексій Міллер, директор служби внутрішньої розвідки Сергій Наришкін і директор ФСБ Олександр Бортников. Серед фігурантів «списку олігархів» є також російські бізнесмени Алішер Усманов, Роман Абрамович, Сулейман Керімов, Михайло Фрідман,засновник «Лабораторії Касперського» Євген Касперський, Петро Авен і Володимир Потанін, Аркадій і Борис Ротенберги, Геннадій Тимченко та Олег Тиньков. Члени Конгресу наголошують, що адміністрація використала санкції проти РФ як покарання за втручання у вибори в 2016 році.
3 березня Президент США Дональд Трамп продовжив дію санкцій проти Росії ще на рік. Підставою для продовження санкцій стала агресія Росії проти України.
6 квітня 2018 року адміністрація Президента США Дональда Трампа запровадила фінансові санкції проти 38 осіб та установ з Росії через «недобропорядну діяльність» Російської Федерації та спроби зруйнувати лад в демократичних країнах. Одним з прикладів такої недобропорядної поведінки було назване отруєння Скрипалів та підтримку режиму Ассада. Проте цей замах був лише одним з прикладом, але не єдиною причиною запровадження санкцій. До санкційного списку потрапили, серед інших, 7 великих підприємця (олігарха) з 12 компаніями, а також російські чиновники. Зокрема голова правління «Газпрому» Олексій Міллер, секретар Ради безпеки Микола Патрушев, голова Роскомнагляду Олександр Жаров, директор Росгвардії Віктор Золотов, бізнесмени Олег Дерипаска, Ігор Ротенберг, Кирило Шамалов, Віктор Вексельберг, Сулейман Керімов, Володимир Богданов і Андрій Скоч. Зі списку випливало, що санкції були розширені на підставі директив Президента США (англ. executive order) № 13361 та № 13362 від березня 2014 року, виданих у відповідь на російську збройну агресію проти України.
2 травня персональні економічні та інші обмежувальні заходи щодо юридичних і фізичних осіб були запроваджені Україною. Також була припинена участь українських представників у діяльності органів СНД.
5 липня Рада Євросоюзу оголосила про продовження економічних санкцій щодо Росії ще на півроку. Економічні санкції передбачають:
- обмеження доступу на первинний і вторинний ринок капіталу ЄС для 5 російських фінансових установ з мажоритарною часткою держави в статутному капіталі та їхніх дочірніх підрозділів, в яких ці організації мають мажоритарну частку і які засновані за межами ЄС, а також для трьох великих російських енергетичних компаній і трьох оборонних компаній;
- експортну та імпортну заборону на торгівлю зброєю;
- введення заборони на експорт до Росії товарів подвійного призначення для військових потреб або для російської армії;
- обмеження доступу Росії до окремих, які мають стратегічне значення, технологій і послуг, які можуть використовуватися для розробки і видобутку нафти[99].

8 листопада США ухвалили додаткові санкції проти Росії.

### 2019—2020
4 березня 2019 року США продовжили антиросійські санкції ще на рік.
2 березня 2020 року з списку спеціально позначених громадян і заблокованих осіб США було виключено російські компанії «Незалежна нафтогазова компанія» і «Приморскнафтопродукт», санкції проти яких було введено в червні 2017-гочерез розвиток ядерної програми Пхеньяну.
18 червня 2020 року Рада ЄС продовжила заборону європейським компаніям вкладати інвестиції в тимчасово окупований Росією Крим та імпортувати товари з півострова до червня 2021 року.
У липні 2020 року Британія оголосила про введення персональних санкцій проти громадян РФ у рамках «Акту Магнітського», в рамках чого деяким росіянам буде заборонено в'їжджати до Британії, а також буде заморожено їхні рахунки в британських банках.

### 2021—2022
6 грудня 2021 року ЄС продовжив на 1 рік санкції проти РФ за порушення прав людини, зокрема, вони стосуються причетних до отруєння Олексія Навального.
У грудні 2021 року ЄС заявив, що може відключити найбільші російські банки від системи SWIFT у разі повномасштабного нападу Росії на Україну. Голова Європейської комісії Урсула фон дер Ляйен заявила, що ЄС готовий до введення санкцій, які «дорого коштуватимуть РФ». У відповідь на це керівник другого за величиною російського банку ВТБ Андрій Костін заявив, що це малоймовірно, але «країна переживе». Натомість, заступник голови комітету Ради федерації Володимир Джабаров заявив, що світова система SWIFT не зможе витримати таке відключення, а економіці Росії «нічого не загрожує».
22 лютого 2022 року США вводять 4 пакети санкцій проти РФ, (компанії які потрапили під санкції: Дочірні компанії російських фінансових організацій потрапили під санкції 22 лютого 2022 р. відповідно до ЕН 14024)
1. ВАТ «Банк БЕЛВЕБ» — банк у Білорусі
2. ВАТ «ВЕБ Лізинг» — лізингова компанія (РФ)
3. Промінвестбанк — банк, розташований в Україні
4. ВЕБ Капітал — фінансова компанія (РФ)
5. ТОВ «ВЕБ Інжиніринг» — компанія, що надає послуги з реалізації інвестиційних проектів (РФ)
6. АТ «Інфравеб» — компанія з підтримки інвестиційних проектів (РФ)
7. АТ «ВЕБ/ДВ» — компанія з підтримки інвестиційних проектів (РФ)
8. VEB Asia Limited — фінансова компанія, розташована в Гонконзі
9. ТОВ «Інфраструктура Молжаніново» — електрична енергетична компанія (РФ)
10. ТОВ «Курорт Золоте Кольцо» — це компанія з нерухомості та будівництва (РФ)
11. АТ «Російський експортний центр» — компанія, що займається експортом (РФ)
12. ТОВ «ВЕБ Венчурс» — фінансова компанія (РФ)
13. ТОВ «ВЕБ Сервіс» — це консультаційна компанія з питань бізнесу та управління (РФ)
14. ТОВ «Спеціальна організація проектного фінансування Фабрика проектного фінансування» — фінансова компанія (РФ)
15. ТОВ «СІБУГЛЕМЕТ Груп» — вуглевидобувна компанія (РФ)
16. АТ «АНГСТРЕМ-Т» — технологічна компанія (РФ)
17. ТОВ «НМ-ТЕХ» — технологічна компанія (РФ)
18. АТ «СЛАВА» — компанія з нерухомості (РФ)
19. АТ ПФК ЦСКА — спортивна компанія (РФ)
20. ТОВ «Торговий квартал-Новосибірськ» — це лізингова компанія (РФ)
21. ТОВ «Байкал Центр» — будівельна компанія (РФ)
22. ТОВ «Прогород» — інфраструктурна компанія
23. ТОВ «ВЕБ/РФ Асет Менеджмент» — фінансова компанія (РФ)
24. АТ «Ексімбанк Росії» є установою підтримки експорту, розташованою в Росії, а також комерційним банком, що регулюється Центральним банком Російської Федерації
25. ВАТ «Російське агентство зі страхування експортних кредитів та інвестицій» є страховим агентством, розташованим в Росії
26. Alkes Treid OOO — фінансова компанія (РФ)
27. Antares OOO — фінансова компанія (РФ)
28. ТОВ 28 Елітні Дома — компанія з нерухомості (РФ)
29. Товариство з обмеженою відповідальністю PSB Innovations and Investments — технологічна компанія (РФ)
30. Товариство з обмеженою відповідальністю 30 Era Fund — технологічна компанія (РФ)
31. ТОВ «ПСБ-Форекс» — фінансова компанія (РФ)
32. Хольцвуд ТОВ — фінансова компанія (РФ)
33. Kourf OOO — фінансова компанія (РФ)
34. ТОВ «Керуюча компанія „Промсвязь“ 34» — інвестиційна компанія (РФ)
35. Paskal OOO — компанія, що надає послуги з управлінського консалтингу в Росії
36. PSB Biznes OOO — готельна компанія (РФ)
37. ТОВ «Санкт-Петербургська міжнародна банківська конференція» — фінансова компанія (РФ)
38. Сергієво-Посад Ленд ТОВ — фінансова компанія (РФ)
39. ТОВ «ПСБ Авіалізація» — фінансова компанія (РФ)
40. Технософт ТОВ — технологічна компанія (РФ)
41. Trinitex OOO — компанія з нерухомості (РФ)
42. ТОВ «ПСБ Лізінг» — фінансова компанія (РФ)

17 травня США оголосили про плани заблокувати для РФ можливість виплат за держборгом. Перед цим за оцінками Bloomberg результат санкцій було оцінено як найгірший економічний спад у РФ за 30 років і різке падіння ВВП.
У грудні стало відомо, що західні країни продовжили постачати РФ мікрочипи в обхід санкцій, так із квітня по листопад США та низка країн ЄС поставили до РФ чипів на $777 млн: комплектуючі Intel, AMD, Texas Instruments, Analog Devices та Infineon. Для цього у Туреччині та Гонконгу створювалися фірми-посередники, зареєстровані у березні 2022 року.

### 2023
15 січня Зеленський підписав указ про введення персональних санкцій проти 198 діячів російської культури і медіасфери. (Указ Президента України від 15 січня 2023 року № 23/2023).

## Наслідки
4 серпня компанія «Доброльот» (дочірня компанія Аерофлоту), єдиний російський лоукостер, був змушений призупинити свою роботу. Компанія потрапила під санкції як авіакомпанія, що здійснює рейси до окупованого Росією Криму. З перевізником відмовилися працювати його зарубіжні партнери, а контрагенти анулювали договори лізингу на два літаки Boeing 737 та припинили техобслуговування та страхування повітряних суден. В разі спроби передати наявні судна іншому перевізнику, у компанії може бути відкликана ліцензія.
6 серпня Уряд Росії ухвалив рішення продовжити мораторій на перерахування пенсійних накопичень громадян в керівні компанії і в недержавні фонди до 1 січня 2016 року. Таке рішення фактично зводить нанівець принцип роботи накопичувальної пенсійної системи і перетворює систему пенсійного забезпечення на фінансову піраміду. Ухвалення рішення викликане різким зростанням відтоку капіталу з Росії та відсутністю зовнішніх надходжень.
Значний внутрішній та зовнішній борг Росії, неможливість доступу до джерел зовнішніх запозичень та падіння цін на нафту призвели до обвалу російського рубля: з початку введення третьої хвилі санкцій 16 липня до 16 жовтня рубль подешевшав з 34.37 за 1 долар США до 40.94 (19 %). Також суттєво впали економічні показники окремих компаній: так, прибуток державної нафтогазової компанії «Роснефть» в липні-вересні впали в 143 рази.
14 листопада 2014 року котирування російського рубля до американського долара та євро впало під час торгів на Московській біржі до 47,8 та 59,5 рублів за один долар та євро відповідно.
За статистичними даними ЄС за 2015 рік Росія втратила третю позицію серед торговельних партнерів ЄС, поступившись Швейцарії. Частка Росії в торговельному балансі ЄС становить близько 5 % (для порівняння: частка США — 18 %, Китаю — 15 %, Швейцарії — 7 %).
15 вересня 2016 року, через 2 роки після введення перших санкцій, радник російського президента В. Путіна Сергій Глазьєв заявив, що економічним наслідком 2 років санкцій є втрата Росією близько $ 200 млрд, а для виведення економіки Росії на рівень 2013 року необхідні інвестиції близько 19 трлн рублів ($ 270 млрд).
Від лютого 2018 року в Росії ліквідують резервний фонд, оскільки його було вичерпано на покриття дефіциту державного бюджету в попередні роки. Його залишки об'єднають з Фондом національного добробуту, який також протягом 2017 року скоротився на 14 %. Станом на 1 січня 2018 року обсяг ФНД становив 3 752,94 млрд рублів, що еквівалентно $ 65,15 млрд.
Неможливість зовнішніх запозичень також призводить до стрімкого зростання внутрішнього боргу. Так, за 2017 рік цей борг збільшився на 1 трлн 146,8 млрд рублів, або на 18,8 % — до 7 трлн 247,1 млрд рублів.

## Протидія та порушення санкцій

### Противники введення санкцій
30 серпня 2014 року Прем'єр-міністр Словаччини Роберт Фіцо заявив, що нові санкції стосовно Росії є «безглуздими і контрпродуктивними». 6 вересня, перед введенням нових санкцій, Роберт Фіцо заявив, що прем'єр-міністр Чехії Богуслав Соботка притримується аналогічної позиції. Окрім Словаччини та Чехії проти введення санкцій також виступили Угорщина, Кіпр, Фінляндія та Італія. Надалі, проросійська позиція урядів Чехії та Угорщини призвела до антиурядових протестів у цих країнах, а протести в Угорщині набули масового характеру.
16 вересня 2014 року президент Сербії Томислав Николич заявив про відмову Сербії приєднуватися до санкцій проти Росії: «Сербія принципово підтримує територіальну цілісність України, але не буде брати участі у жодних санкції проти Росії». 22 листопада про відмову вводити санкції заявив прем'єр-міністр Сербії Александар Вучич.
20 листопада 2017 року почався найбільший дипломатичний візит Чехії до Росії за останні 25 років, очолюваний президентом Чехії Мілошем Земаном — делегація вилетіла на трьох літаках. Земан відверто заявив, що він виступає за зняття санкцій з Росії, накладених через російську агресію проти України. Не зважаючи на те, що товарообмін Чехії та РФ складає всього 3—4 % чеської зовнішньої торгівлі, Земан заявив, що економіка Чехії страждає від антиросійських санкцій.

### Реакція та протидія Росії
19 липня 2014 року, у відповідь на розширення США списку санкцій, Росія закрила в'їзд у країну 12 громадянам США.
26 липня Президент Чечні Рамзан Кадиров «ввів» санкції проти Президента США Барака Обами та чиновників Євросоюзу, «заборонивши» їм в'їзд на території Чечні та «заморозивши» їх активи. Інформація про бажання зазначених осіб відвідати Чечню та наявність в них активів на території Чечні відсутня.
7 серпня Росія ввела повну заборону на постачання яловичини, свинини, овочів і фруктів, м'яса птиці, риби, сирів, молока і молочних продуктів з країн ЄС, США, Австралії, Канади та Королівства Норвегія — країн, які ввели проти неї санкції (щоправда, згодом уряд РФ скасувала частину цих обмежень).
15 серпня Росія обмежила держзакупівлі товарів легкої промисловості, в тому числі одягу та тканин, з ЄС та США.
29 листопада, після обвального падіння російського рубля та цін на нафту, МЗС Росії запросив у Євросоюзу припинити санкції, чим вкотре спробував внести розкол між країнами, що ввели санкції.
В серпні 2015 року в Росії, незважаючи на скрутне становище на продовольчому ринку, почали показово знищувати «санкційні» продукти харчування.

Країни, які ввели санкції проти російських і українських громадян та корпорацій
----
Російська федерація Країни, які ввели санкції Країни, які ввели санкції та входять до складу Європейського союзу

З 28 квітня 2014 року урядами європейських, північноамериканських держав, країн Океанії та міжнародними організаціями було введено додаткові та розширені наявні санкції проти фізичних та юридичних осіб з Росії і України, безпосередньо причетних до військової агресії проти України, а також посилено економічну блокаду Криму.

### Протидія
Росія сподівалася чинити економічний та політичний тиск на європейські країни та Україну, шантажуючи їх можливістю обмеження постачання газу або ж повним припиненням постачання. З цією метою Путін здійснив візит до Китаю, де було підписано контракт на будівництво газопроводу та постачання газу до КНР, але виконання договору врешті було затягнуто.
На думку російського експерта Михаіла Крутіхіна, Україна може пережити зиму навіть у випадку повного припинення постачання газу Росією. Росія ж не може виконати своїх зобов'язань перед європейськими споживачами без використання підземних газосховищ України.
За матеріалами консалтингової компанії Cushman & Wakefield міжнародні інвестиції в нерухоме майно у Росії скоротились більш ніж на 50 % за рік, починаючи із другого кварталу 2013 року. Внаслідок цього Москва перемістилася з 15-го на 48-ме місце у рейтингу країн за обсягом міжнародних інвестицій. Окрім того, Москва, що раніше входила до топ-20 найбільших інвестиційних ринків, посунулася на 29-те місце. За рік, що завершився другим кварталом 2014 року, обсяг міжнародних інвестицій в Росію склав $6,284 млрд.

### Порушення санкцій
В липні 2017 року було виявлено, що в окупованому Росією Криму відбувається встановлення турбогенераторів виробництва німецького концерну Siemens. При цьому Siemens заявив, що не постачав турбогенератори до Криму, а керівництво Росії — що турбіни російські. 11 липня було повідомлено, що Siemens подав до московського суду на російську компанію, яка перемістила турбіни до Криму.

## Пов'язані події
Початкові заходи щодо введення санкцій проти Росії відбувались на тлі російської збройної агресії проти України та, загалом, тісних економічних взаємин у трикутнику найбільш економічно розвинутих політичних гравців — США, Європи та Китаю. В 2017—2018 між США, Європою та Китаєм виникла серія економічних та політичних суперечок, що з одного боку, призвело до виникнення різких протиріч всередині ЄС, з іншого — дозволило Росії сподіватись на зиск як гравця, що міг би підсилити кожну з сторін конфлікту та домогтись відміни санкцій.

## Додаткові факти
- У відповідь на запровадження санкцій, 1 серпня 2014 Росія запровадила ембарго на більшість польських овочів та фруктів, в тому числі яблук. Щоб Польщі покрити незбутий «російський» товар, необхідно, щоб кожен поляк додатково з'їв протягом року ще 4,5 кілограма яблук (при середньому споживанні 16 кг/особу на рік)[151]. У відповідь на ембарго у польському суспільстві виникає флешмоб «З'їж яблуко на зло Путіну!»
- У 2015 році з Білорусі в Росію було експортовано 573 тисячі тонн яблук та грибів, що перевищує весь зібраний в Білорусі урожай в 5 разів[152][153][154].
- З початку 2014 року капіталізація фондового ринку Росії скоротилася на 268 мільярдів доларів — до 498 мільярдів доларів, що порівняно менше, аніж, наприклад, ринкова вартість компанії Apple, яка становить 661 мільярд доларів[155].
- Продуктові санкції РФ торкнулись також країн, котрі знаходяться у Митному Союзі, але аналогічних обмежень для своїх громадян ці країни не вводили[156][157][158].
- За даними ЄС на літо 2015 російські «антисанкції» призвели до зростання експорту сільгосппродукції з країн ЄС на 5 % — втрата російського ринку була компенсована за рахунок збільшення експорту м'ясної продукції до США, Китаю, Гонконгу, Південної Кореї та інших країн[159].